# Parque nacional de Bataán
El Parque nacional de Bataán es un área protegida de las Filipinas situada en el interior montañoso de la Península de Bataán en Luzón Central 101 kilómetros al noroeste de Manila. El parque tiene una superficie de 23.688 hectáreas y se desarrolla en la mitad norte de la provincia de Bataan cerca de la frontera con Zona franca de la Bahía de Subic, en Zambales. El parque se creó en 1945 en virtud de la Proclamación N º 24, con una superficie inicial de 31.000 hectáreas. Pero en 1987 se le redujo a su actual tamaño de 23.688 ha.